# Juan Bautista Sacasa

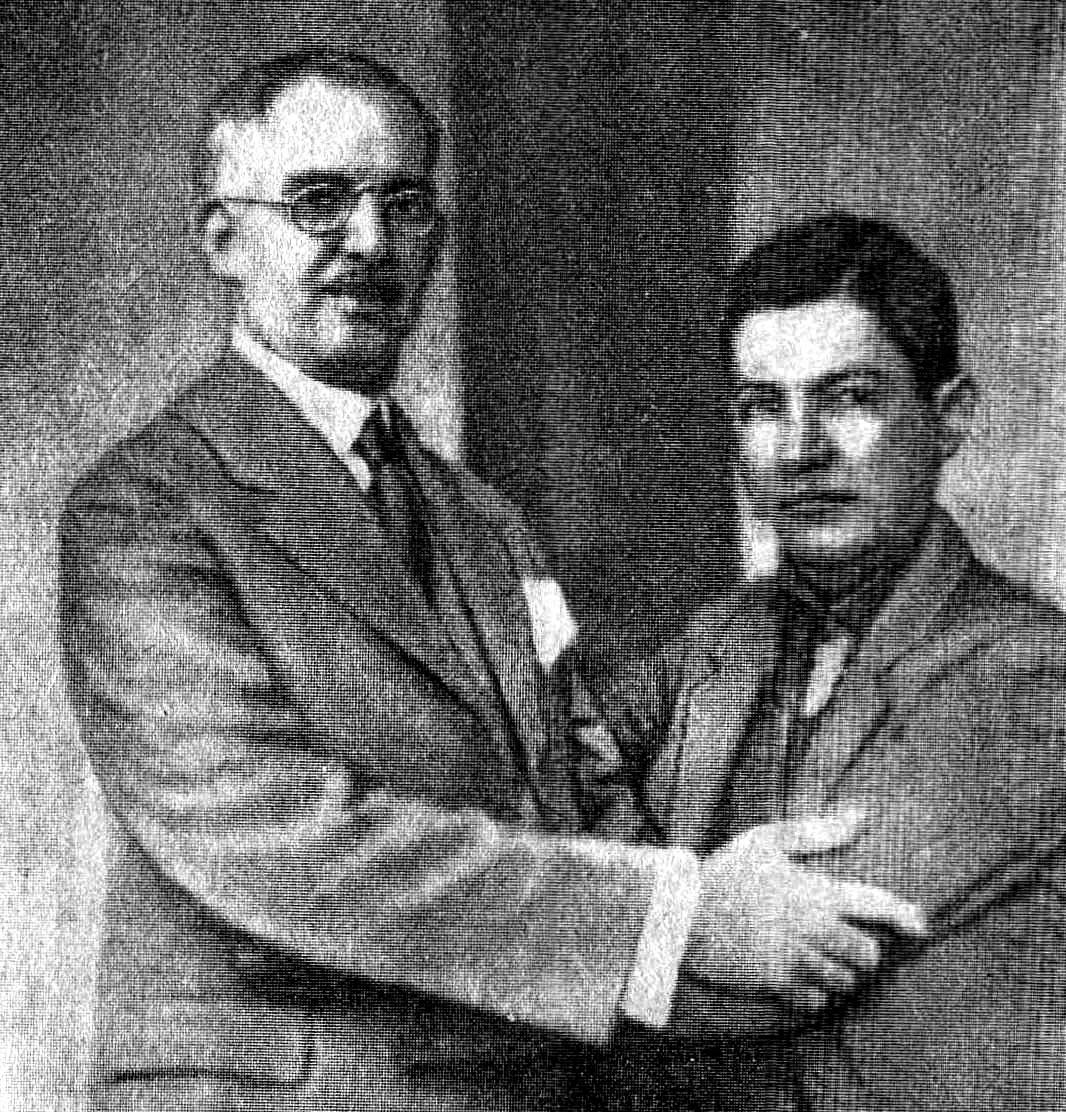
Juan Bautista Sacasa i Augusto Sandino w lutym 1934.

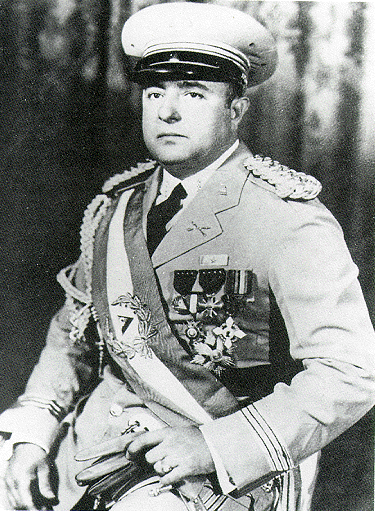
Anastasio Somoza w listopadzie 1936.

Juan Bautista Sacasa (ur. 21 grudnia 1874, zm. 17 kwietnia 1946) − nikaraguański polityk i lekarz, profesor wydziału medycyny w León i Managui, od 1925 do 1926 wiceprezydent z ramienia liberałów, w 1926 ogłoszony prezydentem przez powstańców, od 1929 do 1931 poseł w Waszyngtonie, od 1933 do 1936 prezydent Nikaragui, usiłował zawrzeć pokój z przywódcą partyzantów Augusto Sandino (zamordowanym podczas negocjacji). Obalony przez Anastasio Somozę Garcíę, wyemigrował do USA.

## Życiorys

### Powstanie liberałów
Wspólnie z generałem José Maríą Moncadą przewodził powstaniu liberałów skierowanemu przeciwko poroamerykańskiemu prezydentowi rządu konserwatystów na czele z Adolfo Díazem. W 1926 miał miejsce chwilowy rozejm, w trakcie którego armia Stanów Zjednoczonych i liberalni rebelianci mieli zawrzeć porozumienie pokojowe, liberałowie odmówili jednak uznania Díaza za prezydenta i wysunęli kontrkandydaturę Juana Bautisty Sacasy. W rezultacie walki kontynuowano do 4 lipca 1927, gdy na konferencji pokojowej ustalono, że Adolfo Díaz pozostanie prezydentem do końca swej kadencji, zaś po nim urząd obejmie José María Moncada. Konserwatyści i liberałowie zgodzili się na utworzenie (pod auspicjami Amerykanów) dwupartyjnej armii pod nazwą Guardia Nacional (pol. Gwardia Narodowa). Pierwszym szefem Gwardii Narodowej w historii jej istnienia został generał Anastasio Somoza Garcia, który od początku przygotowywał plan obalenia rządu liberałów. W 1933 Sacasa objął urząd prezydenta.

### Jako prezydent
W chwili objęcia rządów podjął próbę zawarcia pokoju z Augusto Sandino będącym byłym przywódcą wojskowym liberałów a następnie przywódcą antymamerykańskiej partyzantki. Somoza sprzeciwił się planom pokojowego rozwiązania konfliktu z sandinistami. Sacasa umieścił w szeregach Gwardii wielu własnych pracowników politycznych w celu szpiegowania Somozy ten jednak zdołał ich sobie pozyskać. Kiedy Sandino ogłosił swą gotowość do przybycia na rozmowy pokojowe, Sacasa przysłał po niego samolot. Prezydent obiecał pełną amnestię, zezwolił na kontrolowanie małego terytorium na północy Nikaragui oraz na utrzymywanie jednostki złożonej ze 100 partyzantów. W zamian Sandino miał oddać całe uzbrojenie swoich w ręce Gwardii Narodowej. Choć Sandino nie dotrzymał części umowy to Sacasa mimo respektował warunki traktatu. Niezadowolony Somoza rozpoczął zakrojoną na szeroką skalę akcję represjonowania i inwigilowania ludzi powiązanych z partyzantką. Sacasa został poinformowany przez Sandino o postępowaniach Somozy oraz ostrzeżony o możliwej próbie wojskowego puczu
W we wrześniu 1933 miały miejsce ataki bombowe w Managui których sprawcy nie zostali schwytani. Sacasa ogłosił wprowadzenie stanu wyjątkowego i aresztował wielu oficerów z Partii Konserwatywnej. Wkrótce doszło do konfliktu między Somozą a Sandino. Sacasa zdecydował się na interwencję pokojową i przekazał sandinistowskiemu generałowi Horace Portocarrero polityczno-militarną kontrolę nad północnonikaraguańskimi prowincjami. Działania prezydenty wywołąły protesty ze strony Somozy. 21 lutego 1934 po obiedzie wydanym przez Sacasę Sandino i jego czterej towarzysze zostali rozstrzelani z rozkazu Somozy. Sacasa zmusił wtedy wszystkich oficerów do złożenia przysięgi wierności i zapowiedział ukaranie morderców. Anastasio Somoza przyznał się z czasem do swej odpowiedzialności za śmierć Sandino, publicznie wychwalając zabójstwo. Sacasa zawetował wniosek Somozy o przyjęcie w kongresie nikaraguańskim wniosku o ułaskawienie zabójców Sandino lecz ustawę przegłosowano po raz drugi. Somoza ogłosił swój zamiar kandydowania w wyborach prezydenckich w 1936 co zmusiło urzędującego prezydenta do poszukiwania poparcia w kongresie.
12 września 1934 w Managui ponownie doszło do serii zamachów bombowych. Juan Sacasa i Anastasio Somoza zgodnie uważali je za próbę zamachu stanu lecz ich sprawcą okazał się podporucznik Juan López, który wysadził w powietrze Campo de Marte w ramach prywatnej zemsty na kwatermistrzu koszar. Juan Sacasa sprzeciwił się Somozie który wydał na Lópeza wyrok śmierci. Prezydent zamienił karę na dożywotnie sposób. Somoza zaczął przeciągać na swoją stronę liberalnych kongresmenów, którzy wycofali amnestię zaproponowaną przez prezydenta. Aby umocnić swą władzę, Sacasa założył policję która byłaby całkowicie odmienna od Gwardii Narodowej i podlegałaby prezydentowi. Z pomysłu utworzenia policji zrezygnował po groźbach buntu wystosowanych przez Somozę. Konflikt na linii Somoza-Sacasa skłonił pierwszą damę Marię Arguello Mannig do prób wsparcia męża w celu likwidacji Somozy - najpierw o pomoc odwołała się do rządu amerykańskiego a po tym gdy spotkała się z odmową z pomocą Hondurasu i Salwadoru zorganizowała spisek przeciwko Somozie. Stany Zjednoczone udaremniły spisek jednak skłoniły Somozę do wycofania swojej kandydatury w wyborach prezydenckich. Za swoją decyzję generał uzyskał nagrodę w postaci zachowania funkcji dowódcy Gwardii Narodowej.
Kiedy prezydent wydał Gwardii rozkaz stłumienia strajku kierowców oraz pozwolił na użycie broni w skrajnej sytuacji, generał poinformował o tym opinię publiczną a sam udał się do strajkujących w celu przeprowadzenia pokojowych negocjacji. Wojsku udało się zakończyć strajk drogą pokojową co zniszczyło reputację Sacasy i sprawiło, że był postrzegany jako zwolennik rozwiązań siłowych. Na skutek protestu Somoza stał się w oczach Nikaraguańczyków wielkim rozjemcą gotowym nadstawić kark w obronie zwykłych ludzi.
Po wzmocnieniu Gwardii Narodowej zbrojnymi ugrupowaniami faszystowskimi Somoza przystąpił do przejmowania kontroli nad obszarami nikaraguańskimi pod pretekstem tłumienia zamieszek, do których sam podżegał, a następnie ponownie ogłosił swój zamiar kandydowania na urząd prezydenta Nikaragui. Wobec zapisu w konstytucji zabraniającego oficerom w czynnej służbie startu w wyborach zdecydował się na dokonanie zamachu stanu przeciwko prezydentowi. Rozpoczął się on zaatakowaniem głównego bastionu szefa państwa nikaraguańskiego: fortu Asosaco w mieście León. Kiedy oddziały Somozy uderzyły tam, sam generał przypuścił natarcie na pałac prezydencki w Managui. Juan Bautista Sacasa 2 czerwca 1936 kazał poddać się swoim podwładnym w León. Początkowo Somoza zaproponował mu pozostanie do końca kadencji prezydentem kraju, lecz Sacasa odmówił. 4 dni później wyemigrował do Salwadoru, a następnie do Stanów Zjednoczonych.

## Rodzina
Jego żoną była Maria Arguello Manning, której kuzyn Leonardo Arguello został w 1947 roku prezydentem kraju. Był wujem Salvadory Debayle, żony Anastasio Somoza Garcii.